# 메루산 (탄자니아)

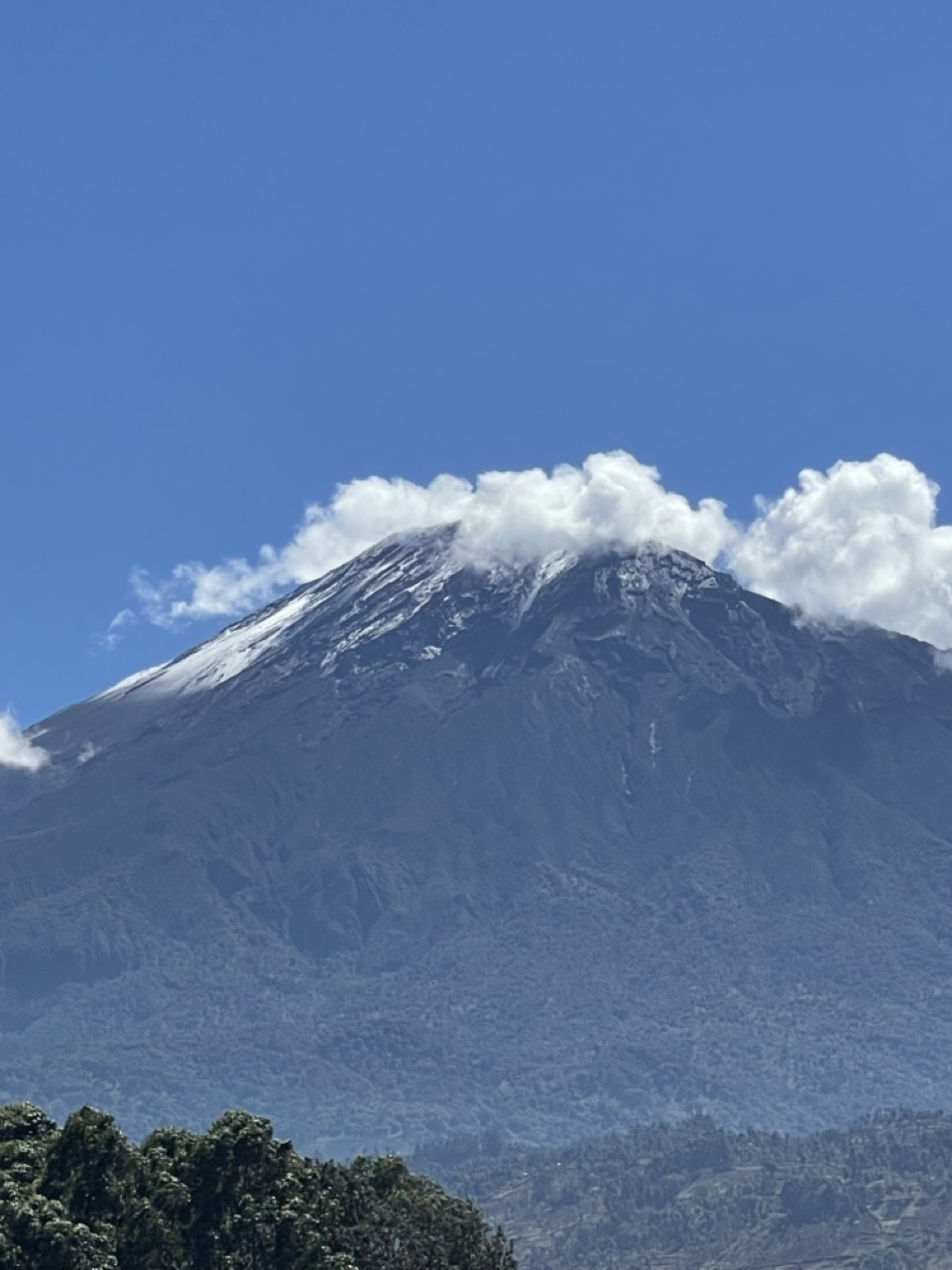
눈이 내린 메루산.

메루산(Mount Meru)은 탄자니아 남동부 아루샤주 킬리만자로산에서 서쪽으로 70km(43m) 떨어진 곳에 있는 성층 휴화산이다. 맑은 날 킬리만자로산에서 볼 수 있는 산의 높이는 4,562.13m이며, 정의에 따라 아프리카에서 5번째로 높은 산봉우리로 간주된다.
메루산은 탄자니아 아루샤시의 북쪽에 위치해 있다. 메루산은 탄자니아에서 킬리만자로산 다음으로 높은 산이며, 아루샤 지역에서 가장 높은 산이기도 하다. 산의 동쪽에 있는 모멜라 문에서 시작하는 모멜라 루트는 메루산을 오르는 데 사용된다.
메루산의 용암은 알칼리성을 띠며, 하석암을 포함하고 있다. 약 7,800년 전 정상 붕괴로 산 높이의 상당 부분이 소실되었다. 메루산은 가장 최근인 1910년에 약간의 분화가 있었다. 근처에서 볼 수 있는 몇 개의 작은 원뿔과 분화구는 아마도 화산 활동의 수많은 에피소드를 반영하고 있을 것이다. 메루산의 칼데라는 폭이 3.5km에 달한다.
메루산은 아루샤 국립공원의 지형적 중심지이다. 인근 사바나 위로 솟아오른 비옥한 경사면은 거의 400종의 새와 원숭이와 표범을 포함한 다양한 야생동물을 수용하는 숲을 지탱하고 있다.
영화 하타리는 메루산 기슭에서 촬영되었다.